# Brigham Young

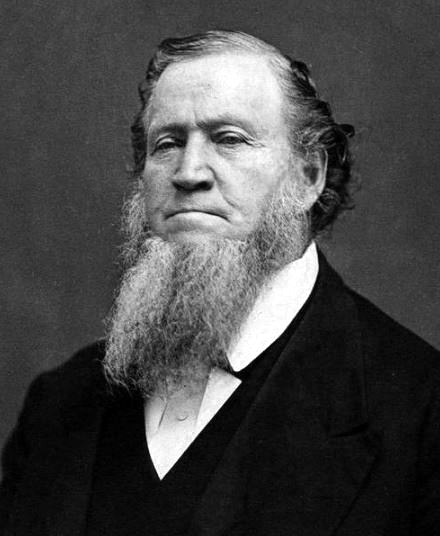
Brigham Young

Brigham Young (1 tháng 6 năm 1801 – 29 tháng 8 năm 1877) là tên một nhà tiên tri, lãnh đạo lỗi lạc của cộng đồng người theo đạo Mormon, hay con gọi là Giáo hội Các Thánh hữu Ngày sau của Chúa Giêsu Kitô. Ông là chủ tịch thứ hai của giáo hội, sau Joseph Smith. Brigham Young có công dẫn cộng đồng Mormon lúc sơ khai (vốn bị ghét bỏ) di cư một cách thành công từ phía Đông Mỹ đến vùng "đất hứa". Vùng đất hứa ấy chính là đồng bằng Salt Lake rộng lớn, bằng phẳng, chưa ai chiếm giữ, lại cách xa lãnh thổ nước Mỹ lúc bấy giờ. Vì có công lớn cho giáo hội, ông được đặt tên cho 3 trong số 4 trường đại học trực thuộc giáo hội đó là: Đại học Brigham Young (Provo, UT), Đại học Brigham Young - Hawaii, và Đại học Brigham Young University - Idaho.